# Cyphochilus oberthuri
Cyphochilus oberthuri är en skalbaggsart som beskrevs av Brenske 1903. Cyphochilus oberthuri ingår i släktet Cyphochilus och familjen Melolonthidae. Inga underarter finns listade i Catalogue of Life.